# 1682 год в науке
В 1682 году произошли различные научные и технологические события, некоторые из которых представлены ниже.

## События
- В сентябре появилась яркая комета. Позднее, вычислив её орбиту, Эдмунд Галлей отождествил её с ранее наблюдавшимися в 1531 и 1607 годах (трактат Synopsis of the Astronomy of Comets, 1705 год). Галлей также предсказал её новое появление около 1758 года. Предсказание сбылось, и сейчас это небесное тело называется «кометой Галлея».
- Исаак Ньютон получил уточнённое значение радиуса Земли (Жан Пикар), которое давало правильное значение лунного ускорения и стало решающим доказательством правильности закона всемирного тяготения, обнародованного Ньютоном в 1687 году в своих «Началах».
- Антони ван Левенгук открыл волокнистое строение мышечной ткани.
- Кавелье де Ла Саль первым из европейцев проплыл по реке Миссисипи до Мексиканского залива и объявил весь её бассейн владением французского короля под именем Луизианы.

## Публикации
- Лейбниц основал первый немецкий научный журнал «Acta Eruditorum» (на латинском языке), сыгравший большую роль в развитии европейской науки (особенно математического анализа). Журнал прекратил существование в 1782 году.
- Книга Джона Рея «Methodus plantarum nova» впервые ввела разделение растений на двудольные и однодольные и дала первую концепцию биологического вида.
- В России издана первая математическая книга на русском языке, она называлась «Считание удобное, которым всякий человек, купующий или продающий, зело удобно изыскати может число всякие вещи…» и содержала первую российскую таблицу умножения пар чисел от 1×1 до 100×100, записанных славянскими цифрами[1].

## Родились
См. также: Категория:Родившиеся в 1682 году
- 4 февраля — Иоганн Фридрих Бёттгер, немецкий алхимик, изобретатель европейского фарфора (ум. 1719).
- 25 февраля — Джованни Баттиста Морганьи, итальянский врач, основатель патологической анатомии (ум. 1771).
- 24 марта — Марк Кейтсби, английский натуралист, исследователь флоры и фауны Северной Америки (ум. 1749).
- 16 апреля — Джон Хэдли, английский математик (ум. 1744).
- 10 июля — Роджер Котс, английский математик и астроном, помощник Ньютона (ум. 1716).

## Скончались
См. также: Категория:Умершие в 1682 году
- 21 июля — Жан Пикар (род. 1620), французский астроном и геодезист, ученик Гассенди.
- 19 октября — сэр Томас Браун (род. 1605), английский писатель, философ и врач.
- (октябрь) — Иоганн Иоахим Бехер (род. 1635), немецкий химик и врач.